# Henri Pitot
Henri Pitot (Aramon, França, em 3 de maio de 1695 – Aramon, em 27 de dezembro de 1771) foi um engenheiro francês especializado em hidráulica.

## Vida
Começou os seus estudos em matemáticas e astronomia em Paris, tendo-se tornado assistente do eminente físico Réaumur em 1723. Em 1724 foi nomeado membro da Academia das Ciências de França.
Utilizou o Rio Sena para testar várias das suas teorias e instrumentos, tendo realizado várias experiências com vista a determinar a velocidade de escoamento da água em diferentes partes da secção transversal do rio.
Foi nomeado superintendente do Canal du Midi e responsável pelo aqueduto que assegurava o absatecimento de água a Montpellier.
De seguida Pitot começou-se a interessar pelos problemas dos fluidos tendo efectuado análises críticas acerca de várias teorias da época que considerava infundadas.
Inventou um instrumento para medir a velocidade dos fluidos e que é conhecido hoje pelo seu nome, o tubo de Pitot ainda empregue, nomeadamente, na aeronáutica.
Publicou vários trabalhos sobre estruturas, hidráulica, matemática e saneamento.
Desenvolveu investigações científicas sobre as bombas e o rendimento das máquinas hidráulicas que constituíram importantes contribuições para a hidrodinâmica e a termodinâmica.